# Evolução de proteínas

## Definição de Proteínas e Como são Sintetizadas
As proteínas são biomoléculas compostas por polímeros de aminoácidos ligados por ligações peptídicas e são responsáveis pela execução de diversas funções no organismo, essas ligações ocorrem com a liberação de uma molécula de água, dessa forma os aminoácidos passam a ser denominados resíduos de aminoácidos, sendo essa uma reação de policondensação. O que difere as proteínas são as suas respectivas sequências de aminoácidos, sendo que tais sequências são determinadas pela sequência de nucleotídeos, e isso se dá por conta do dogma central da biologia molecular, onde para que ocorra a síntese de proteínas, determinados genes, segmentos das moléculas de DNA que codificam um produto funcional, passam pelas etapas de transcrição e tradução, sendo que essas etapas apresentam diferenças significativas entre procariotos e eucariotos. O código genético é essencial para a etapa de tradução, onde os mecanismos celulares identificam tripletos de nucleotídeos, e então cada tripleto codifica um aminoácido específico para a formação da proteína, porém diferentes tripletos podem codificar o mesmo aminoácido, dessa forma é possível perceber como a mudança de nucleotídeos no DNA podem alterar a sequência de aminoácidos de uma proteína, ou então ocorrer uma substituição homóloga, gerando o mesmo aminoácido. Após essa etapa, as forças intermoleculares entre os aminoácidos as levam a ter uma estrutura tridimensional específica determinando, assim, sua função no organismo.

## Estruturas Tridimensionais
Conforme os aminoácidos são ligados quimicamente, diferentes forças agem sobre eles, como pontes dissulfeto, ligações de hidrogênio, interações iônicas, entre outras. Isso faz com que a proteína se enovele e passe a ter uma estrutura tridimensional específica, sendo ela a sua forma de menor energia, e assim, mais estável. Também existe a função das chaperonas, proteínas que auxiliam no enovelamento de outras, além da possibilidade de ocorrência de proteínas formando complexos de proteínas estáveis.
O estudo de tal estrutura é dividido em:
- Estrutura primária, representada por uma sequência linear de aminoácidos
- Estrutura secundária, representada pelas estruturas dobradas sobre si mesmas e suas ligações de hidrogênio. As duas mais comuns são a α-hélice e a folha-β pregueada
- Estrutura terciária, representada por diferentes forças, como as pontes dissulfeto, as interações hidrofóbicas e hidrofílicas, entre outras, possuindo grande influência dos grupos laterais (R) dos aminoácidos.
- Estrutura quaternária, para o caso de proteínas que apresentam diferentes subunidades, como a hemoglobina.

Com o efeito de determinados parâmetros, como temperatura e pH, uma proteína pode perder a sua estrutura nativa, o nome dado para isso é desnaturação. Algumas proteínas após passarem por isso não conseguem retornar a sua estrutura original, porém algumas apresentam tal capacidade. Isso foi observado por Anfinsen (1973), onde foi demonstrado que determinadas proteínas desnaturadas in vitro, mesmo na ausência de outras macromoléculas ou de fontes de energia, poderiam se reenovelar, e que dessa forma, a sequência de aminoácidos de uma proteína é o que define a sua estrutura tridimensional.
Com o uso da cristalografia de proteínas, assim como diversas outras técnicas, foi possível comparar as estruturas de proteínas resolvidas e avaliar semelhanças entre elas. Assim, pode-se observar que as proteínas não seguem um padrão de dobras assumindo uma estrutura específica, mas diferem entre si e apenas proteínas relacionadas têm grande semelhança. A partir dessas observações também surgiram questionamentos sobre as proteínas e suas estruturas, como isso se relaciona com sua função e diversas outras perguntas. A sugestão de respostas para esses questionamentos leva a um possível caminho para se estudar a dinâmica evolutiva das proteínas.

## Evolução de Proteínas
Mas até onde vai a evolução biológica? Ela atinge níveis moleculares? Um grande tema de interesse dos cientistas é medir o quanto processos evolutivos, como deriva genética e seleção natural podem agir em proteínas com expressões de nível molecular. Uma forma de mensurar isso é pelas substituições adaptativas de aminoácidos.  Assim, entender como as proteínas evoluem pode ser importante para aferir não apenas mecanismos de evolução biológica, mas também processos específicos como especiação, senescência e o advento da vida social.
A evolução de proteínas se refere ao processo no qual as mesmas mudam a sua frequência de aminoácidos ao longo do tempo, assim, mutações aleatórias no DNA podem mudar a sua estrutura tridimensional. Assim como no conceito do evolucionismo, essas mutações aleatórias podem ser vantajosas em determinadas condições do ambiente ao redor, induzindo assim uma maior frequência de indivíduos com essa proteína alterada com relação a proteína nativa ancestral, ou então a mesma pode ser desvantajosa e levar para a situação contrária.
Determinadas regiões das proteínas apresentam maior chance de sofrer mudanças evolutivas, com elas ocorrendo em uma velocidade maior, sendo demonstrado que genes essenciais costumam sofrer menos mudanças do que as demais regiões, podendo levar a proteínas com até mesmo sequências semelhantes, porém com funções biológicas distintas. Assim, ao mesmo tempo que a mudança de um único aminoácido pode gerar novas interações e funções, outras sequências de proteínas podem ter sido incapazes de sofrer mudanças conformacionais em resposta ao ambiente, sendo mais estáveis.
Um outro papel importante é o da recombinação, pois quando uma proteína com valor seletivo evolui, os genes que codificam essa proteína e que também foram selecionados podem estar ligados a outro grupo de genes, que codificam proteínas de baixo valor seletivo. Assim, a evolução de proteínas vantajosas pode ser obliterada pela evolução de proteínas desvantajosas. Mas caso haja uma recombinação, essa ligação entre esses genes pode ser quebrada, e a seleção irá escolher entre mutações boas ou ruins naquele determinado ambiente.
Assim, a taxa de mutação de uma proteína depende da mudança no genoma (mutação ou recombinação) e a fixação dessa variação (por seleção ou processos randômicos). Porém, é difícil fazer uma generalização, pois a taxa de mutação e a eficiência da seleção positiva de uma proteína varia por região genômica. Por exemplo, existe uma correlação entre taxa de mudança de nucleotídeo com taxa de evolução da proteína correspondente; porém, essa correlação nem sempre está certa, porque a mutação no nucleotídeo pode ser sinônima, não alterando a expressão da proteína.
Já com relação ao ambiente, se tratando do fator que exerce a pressão seletiva, é necessário considerar que diferentes eventos ecológicos e geológicos mudaram as condições do ambiente na Terra ao longo do tempo, sendo isso também parte da evolução das proteínas e de suas estruturas. Um exemplo é o grande evento de oxigenação, onde o nível de oxigênio aumentou muito, alterando a diversidade, a cinética, os substratos e a metabolômica dos seres vivos. Outro fator importante a ser citado é a temperatura, onde, por exemplo, períodos geológicos com temperaturas mais altas podem ter levado a uma seleção de proteínas com temperatura ótima superior, já que era necessário o desenvolvimento de mecanismos alternativos de sobrevivência às condições ambientais distintas.
Também é importante considerar que o número total de possíveis enovelamentos é limitado, além de apresentar uma distribuição desigual, com algumas muito comuns e outras apenas compartilhadas entre proteínas proximamente relacionadas. Uma explicação parcial da distribuição desses diferentes tipos de enovelamento se dá por suas capacidades funcionais, pois apesar de que uma função possa ser desempenhada por proteínas muito diferentes, o mais comum são enovelamento específicos realizando funções específicas. Além disso, se chega na conclusão que isso indica uma evolução divergente, o que significa que existe um ancestral comum a partir do qual outras proteínas divergiram, assim famílias maiores de proteínas são mais antigas, e por conta disso tiveram maior tempo para a evolução descobrir mais funções, explicando o porquê de enovelamentos mais populosos cumprirem uma maior gama de funções.

### Modelos de evolução de proteínas
Diversas forças biofísicas podem permitir e restringir a evolução das proteínas, já que tais mutações podem alterar as suas interações com outras moléculas, a sua dinâmica e mudança funcional e/ou conformacional, entre diversos outros fatores, porém todas essas descobertas estão ligadas a termos evolutivos amplos, entre eles o próprio conflito adaptativo. Nessa área, as modelagens computacionais são de grande ajuda, podendo auxiliar o estudo de muitos aspectos das forças evolutivas que têm guiado os importantíssimos papéis biológicos das proteínas, por exemplo, várias supostas sequências de proteínas ancestrais foram construídas computacionalmente usando métodos filogenéticos e, em seguida, foram sintetizadas e estudadas laboratorialmente.
Os modelos de evolução de proteínas, ou seja, da substituição de aminoácidos, são baseados em probabilidades de cada aminoácido ser alterado por outro, sendo essenciais para a caracterização do processo, sempre se buscando idealmente o mais próximo da realidade, porém também sendo necessário considerar a exigência computacional. Um exemplo é o ProtTest, sendo ele um programa que busca encontrar o melhor modelo para substituição de aminoácidos em um determinado alinhamento de sequências, para isso ele calcula a probabilidade em cada modelo candidato e analisa os seus parâmetros, para seu funcionamento, além do alinhamento, também é exigida uma topologia em árvore.

## Aplicações
Smith & Eyre-Walker (2002) usou uma fórmula para calcular a quantidade de substituições que ocorreu na divergência de duas espécies de Drosophila, D. simulans e D. yakuba. Nessa fórmula eles usaram mutações e polimorfismos sinônimas e não sinônimas. Analisando 35 genes, eles viram que 24% de toda a substituição de aminoácidos entre as duas espécies foram guiadas por seleção positiva. Como o genoma de Drosophila tem 13 mil genes, e 590 códons, isso daria uma média de 0.074 códons por substituições de aminoácidos, o que daria 270 mil substituições de aminoácidos entre essas duas linhagens de Drosophila. Como as das linhagens divergiram há 6 milhões de anos, teríamos uma média de uma substituição de aminoácidos a cada 45 anos.
Hirsh & Fraser (2001) utilizou os resultados de um ensaio de exclusões de genes únicos em leveduras para avaliar a dispensabilidade de determinadas proteínas, e assim relacionar com a taxa evolutiva estimada, chegando na conclusão de que genes cujas mutações não produzem efeitos fenotípicos observados apresentam menor probabilidade de ter homólogos em outros táxons do que genes cujas mutações apresentam efeitos detectáveis.
De Carvalho Lima et al. (2020) mostra claramente a evolução das proteínas, demonstrando que o vírus do HIV sofre com a pressão seletiva dos antirretrovirais, pois os mesmos afetam a entropia genômica do vírus, dessa forma selecionando evolutivamente alterações nas suas proteínas, onde o artigo demonstra tal fator sobre as proteínas Transcriptase Reversa - RT HIV-1 e Protease-PR. O mapeamento da estrutura tridimensional nessas proteínas do HIV-1 é relevante para o desenvolvimento de novas cepas antirretrovirais resistentes ao direcionamento.
Glasner, Gerlt & Babbitt, 2006 demonstraram que o estudo de proteínas homólogas que catalisam reações distintas, ao mesmo tempo que compartilham um aspecto da catálise, chamadas de superfamílias mecanisticamente diversas, podem auxiliar na predição de funções de proteínas, na docagem molecular, diversificação funcional e diferentes outras possibilidades, por exemplo.

## Pesquisas Sobre Evoluções de Proteínas
Em 2018, o prêmio Nobel de química prestigiou o trabalho de três cientistas sobre a evolução de proteínas. Frances H. Arnold, George P. Smith e  Gregory P. Winter ganharam o prêmio devido a realização de um trabalho inovador sobre evolução de proteínas, desenvolvendo em laboratório evoluções genéticas. Os trabalhos desenvolvidos por esses cientistas possibilitam estudar mais a fundo a realização de mutações específicas de proteínas para aplicações em outras áreas, de modo a se obter um avanço na ciência.

Arnold desenvolveu um importante trabalho sobre a evolução direcionada de enzimas, que é uma técnica usada em vários processos bioquímicos. Smith e Winter desenvolveram pesquisas sobre o uso de vírus em bactérias para gerar novas proteínas, e por sua aplicação à criação de fármacos como a insulina.